# Mat 65
I Mat 65 furono un noto gruppo musicale di beat italiano provenienti dalla scena del Bergamobeat.

## Storia
Il gruppo nasce a Bergamo nel 1965 su iniziativa dei fratelli Arancio, studenti di origine siciliana (Mario a ragioneria e Gianbattista al liceo classico); la prima denominazione scelta è Vat 69, che viene cambiato per l'omonimia con un'azienda di whisky dapprima in Mat 69 e poi, scegliendo come numero l'anno di formazione del complesso, in quello definitivo di Mat 65.
Dopo le prime esibizioni a livello locale, partecipano alla prima edizione del Torneo Rapallo Davoli, nel 1966, arrivando in finale e classificandosi al primo posto con l'esecuzione di For Miss Caulker di Eric Burdon, ottenendo così un contratto discografico con la Ri-Fi.
Debuttano nello stesso anno con il loro primo 45 giri, La libertà/Ba ba ba ba-ba (entrambe due cover: La libertà di Last Train To Clarksville, incisa nello stesso anno anche da i Camaleonti, e Ba ba ba ba-ba di With A Girl Like You dei Troggs), seguito da Ma che ne sai/Un riparo per noi (Ma che ne sai è la cover di Black Is Black dei Los Bravos) e dall'album Arrivano i Mat 65.
Nel 1967 vengono premiati con il Campidoglio d'Oro al teatro Sistina di Roma, e continuano l'attività discografica e dal vivo, con l'ingresso di Giò Locatelli e Mauro Pasotti, che avvicinano il gruppo al rhythm and blues.
Partecipano anche all'incisione di alcuni dischi di altri artisti pubblicati dalla loro etichetta, tra cui l'album omonimo di Jonathan & Michelle.
Ad ottobre dello stesso anno il gruppo si scioglie; Franco Orlandini entrerà dapprima in Franco & i Monaci, poi nelle Lunghe Storie, ed infine diventando arrangiatore e direttore d'orchestra per la Ariston.

## Formazione
- Mario Arancio (nato a Siracusa il 2 gennaio 1946): voce, basso
- Gianbattista Arancio detto Titta (nato a Ispica (RG) il 23 gennaio 1944): voce, organo, chitarra ritmica
- Lele D'Amore: chitarra (Brescia, 17 febbraio 1946 - Bergamo, 15 dicembre 2014) nel gruppo dal 1965 al 1966)
- Franco Orlandini (nato a Bergamo il 25 gennaio 1946): chitarra solista (dal 1966 al 1967)
- Friedel Elzi: batteria (1948-2018) nel gruppo dal 1965 al 1966
- Antonio Sirtori (nato a Treviglio il 25 febbraio 1948): batteria (dal 1966 al 1967)
- Luigi Amaglio (nato a Clusone il 18 maggio 1951): basso (luglio 1969)

## Discografia

### Album in studio
- 1966 - Arrivano i Mat 65 (Ri-Fi, RFS LP 14507)[1]

### Raccolta
- 1995 - Discografia completa 1966 - 67 (Giallo Records, FS 1012/2; antologia con alcuni inediti degli anni '60)

### 45 giri
- 1966 - La libertà/Ba ba ba ba-ba (Ri-Fi, RFN NP 16172)
- 1966 - Ma che ne sai/Un riparo per noi (Ri-Fi, RFN NP 16172; stesso numero di catalogo del precedente)
- 1966 - Tu non credi più/Ba ba ba ba-ba (Ri-Fi, RFN NP 16178; solo lato B, lato A cantato da Mina)
- 1966 - Pietre/Bisogna saper perdere (Ri-Fi, RFN NP 16186)
- 1966 - Io suono/La bestia nera (Ri-Fi, RFN NP 16209)
- 1966 - Satisfaction/Michelle (Pop, POP NP 200013, allegato alla rivista POP - Il disco tascabile)

### Partecipazioni
- 1967 - XVII Festival di Sanremo (Ri-Fi, RFL ST 14022; i Mat 65 sono presenti con Bisogna saper perdere e Pietre)
- 1967 - Sognando la California e...altri gettoni (Ri-Fi, RPO 75023; i Mat 65 sono presenti con Take A Heart e What I'd Say)
- 1997 - Rapallo Davoli 1966 (Giallo Records, SAF 016; i Mat 65 sono presenti con Have Mercy, Shake & Shake, Non son degno di te, Cross, Ballar lo shake, Un'anima pura)
- 2005 - Beat and Pop (On Sale Music, 52-OSM-065; i Mat 65 sono presenti con Ma che ne sai e Tu cammini)